# Телевизионная
Телевизионная (неофициальное название — Телевышка) — сопка в горной системе Сихотэ-Алиня, самая высокая точка в черте города Дальнегорск. Строго говоря, является отрогом горы Солонцовая (1035,5 м), расположенной несколько южнее. На вершине расположена ретрансляционная телевышка и антенна сотовой связи (скорее всего, отсюда появилось название). На склонах горы расположена видовая площадка Дальнегорска, в 2 км от центра города и возвышающаяся на 600 м над ним. Единственное место в городе, откуда видно море. На вершину проложена грунтовая дорога, протяжённостью 7 км (от остановки «Светлый ключ»). Внутри горного узла Телевизионная — Солонцовая находится крупное месторождение полиметаллических руд. Несколько штольневых горизонтов, значительный объём и протяжённость горных выработок (более ста километров).

Западный склон Телевизионной

В октябре 2009 года на западном склоне (бассейн Светлого ключа) началось строительство горнолыжной трассы, протяжённостью 1950 м. По состоянию на 2018 год трасса представляет собой расширенную просеку ЛЭП, начинается в нескольких десятках метров ниже видовой площадки и заканчивается на ул. Заречная в Светлом ключе. Подъём наверх осуществляется на личном авто, по узкой грунтовой дороге с серпантинами, протяжённостью 5,9 км. В июле 2010 года состоялись первые полёты на парапланах с вершины сопки. Проводятся соревнования по скайраннингу - забегах на вершину на время.